# Спільні Військові Юнацькі Школи

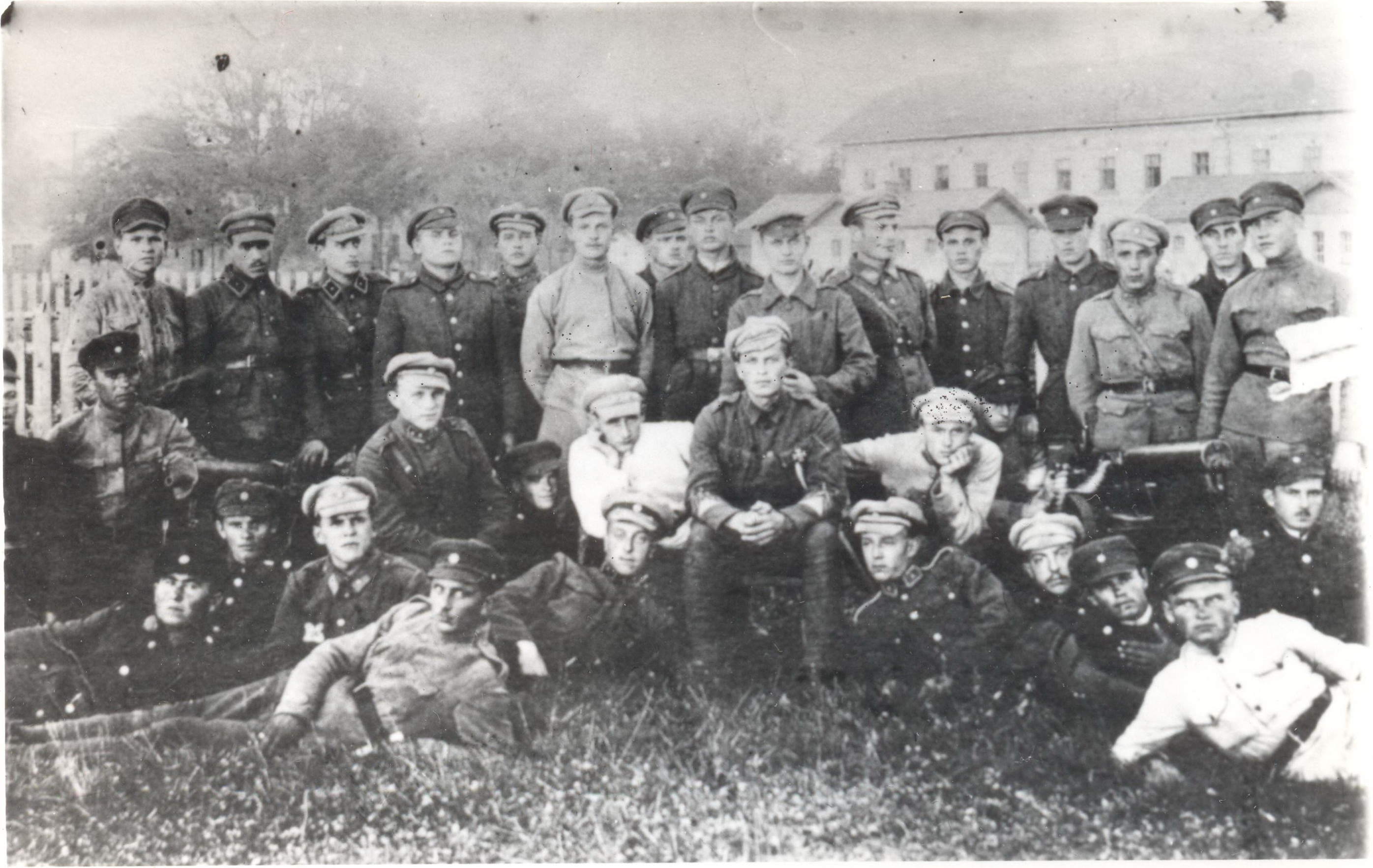
Спільна Військова Юнацька школа УНР у Кам'янці Подільському 1920 рік.

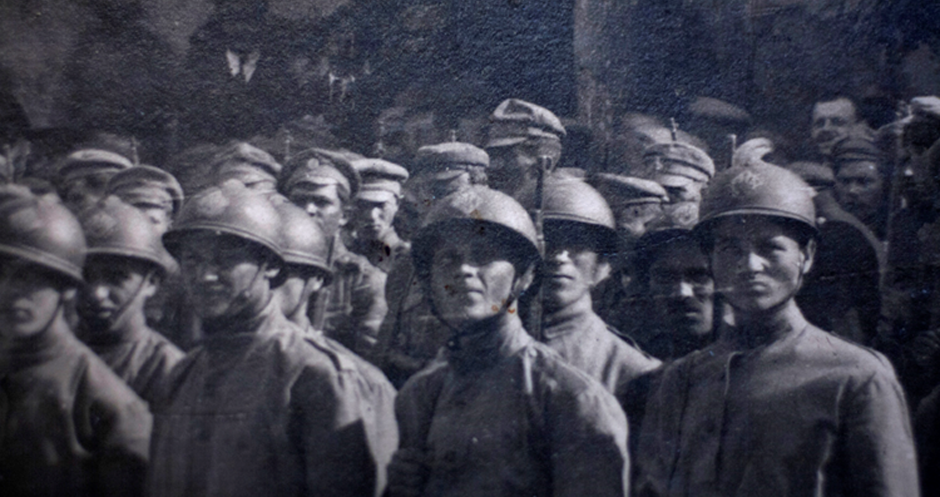
Вояки Житомирської юнацької школи Армії УНР на вишиковані в Кам'янці Подільському у 1919 році.

Спільні Військові Юнацькі Школи — школи старшин армії УНР з відділами різних родів зброї.

## Історія
У січні 1919 року Спільні Військові Юнацькі Школи постали у Житомирі (відома під назвою Житомирська), начальник полковник Всеволод Петрів, інспектор полковник П. Вержбицький, викладач Сергій Кулжинський.
З березня до червня перебували на протибільшовицькому фронті (разом з продовженням теоретичного навчання), з липня на нормальному навчанні у Кам'янці-Подільському (начальник полковник О. Пучковський, інспектор полковник М. Лорченко). Лекторами школи були визначні військові фахівці (4 генерали й 6 старшин генштабу). 1 жовтня піший курінь, кінний дивізіон, гарматний і кулеметний вишколи СВЮШ дали перший випуск старшин — 300 хорунжих. Згодом школа вийшла знову на фронт проти Добровольчої армії, а після катастрофи Армії УНР її частина, як «юнацький курінь», вирушила у перший зимовий похід.
У січні 1920 року у Кам'янці (тоді під польською окупацією) постала друга СВЮШ, відома як Кам'янецька (осідок школи мінявся), начальник — генерал М. Шаповал. Після інтернування Армії УНР у польських таборах школа продовжувала свою працю і до 1923 року дала кілька випусків старшин різних родів зброї. Останнім начальником 4-го випуску школи був підполковник Костянтин Цурканов. 
Серед командного складу СВЮШ були діяльні, крім названих вище, сотник А. Валійський, сотник Є. Нікітин, поручник С. Яськевич, поручник Іван Грушецький та ін.